# Bram Tuinzing
Dirk Bram Tuinzing (Den Haag, 2 augustus 1948 – Amsterdam, 11 januari 2024) was een Nederlands hoogleraar chirurgische kaakorthopedie en olympisch roeier. 
Hij was zoon van het Rotterdamse echtpaar Kaatje Cornelia Sorber en ingenieur Roeland Tuinzing. Zelf trouwde hij in 1972 met Stella Dikkers. Het echtpaar kreeg twee zonen.

## Kaakchirurgie
Tuinzing studeerde vanuit de School 22 en het Thorbecke Lyceum te Arnhem aan de Rijksuniversiteit Groningen; in eerste instantie “algemene” tandheelkunde, later specialiseerde hij zich in mondziekten en kaakchirurgie. Het echtpaar Tuizing-Dikkers vestigde zich in Winnipeg, later in Israël.  
In 1974 verbond hij zich aan de  Vrije Universiteit Amsterdam en het daarbij verbonden Academisch Centrum Tandheelkunde Amsterdam (ACTA). Hij werd er in 1986 universitair hoofddocent en in 1992 hoogleraar chirurgische kaakorthopedie.  Hij was daar tevens kaak- en aangezichtschirurg., maar ook in het Rijnland Ziekenhuis te Leiderdorp. Hij was voornamelijk praktijkman, voor besturen was hij niet in de wieg gelegd. Het echtpaar stond te boek als recreatief sportief; ze liepen bijvoorbeeld marathons. In 2021 ging hij met pensioen (emeritaat). De laatste jaren werd hij geplaagd door verregaande dementie.

## Roeien
In zijn Groningse periode sloot hij zich aan bij de studentenroeivereniging Aegir. Op de Olympische Spelen van 1972 in München maakte hij deel uit van de acht met stuurman. Het team miste de finale en eindigde in de B-finale op de derde plaats in 6.23,55. Dit was uiteindelijk goed voor een negende overall-plaats.
Hij werd 75 jaar oud.

## Palmares

### roeien (acht met stuurman)
- 1972: 3e B-finale OS - 6.23,55

Henk Rouwé · 
Jannes Munneke · 
Frank Mulder · 
Hans Huisinga · 
Jan van der Vliet · 
Herman Eggink · 
Bram Tuinzing · 
Pieter Hendrik Offens · 
Rutger Stuffken (stuurman)
- Virtual International Authority File: 78001554
- WorldCat: E39PCjxmpTWMt6cfRP3CCh46rq